# Edward Andrzejak
Edward Andrzejak (ur. 7 października 1894 w Łodzi, zm. 12 czerwca 1967, tamże) - działacz PPS, przewodniczący Rady Miejskiej i Rady Narodowej Miasta Łodzi, prezes Widzewa Łódź (1937-1938)

## Życiorys
Andrzejak przed II wojną światową był działaczem PPS - z jej ramienia 4-krotnie zostawał radnym Rady Miejskiej w Łodzi. Kolejno w latach 1923–1927, 1927–1934, 1936–1938, 1938–1939.
W 1935 był przewodniczącym Rady Miejskiej Łodzi, a także był członkiem zarządu Kasy Chorych w Łodzi oraz Komunalnej Kasy Oszczędnościowej miasta Łodzi. Jednocześnie  w latach 1929-1939 pracował w Elektrowni Łódzkiej, gdzie był członkiem Zarządu Kasy Emerytalno–Pożyczkowej Pracowników Elektrowni. W latach 1937–1938 był prezesem Widzewa Łódź, w późniejszym okresie zostając honorowym prezesem klubu. Ponadto działał w Towarzystwie Uniwersytetu Robotniczego.
Po II wojnie światowej został w 1946 sekretarzem przewodniczącym Rady Narodowej Miasta Łodzi, pełnił tę funkcję do 1950. Należał również do Rady Naczelnej PPS oraz rady wojewódzkiej partii. Od lipca 1946 był przewodniczącym Społecznego Komitetu Opieki nad Więzieniem w Radogoszczu  przy ul. Pomorskiej 16. Był również sekretarzem Społecznego Funduszu Odbudowy Stolicy i Kraju - Miejskiego Komitetu Odbudowy Warszawy w Łodzi. Uczestniczył jako ławnik w procesie Waltera Pelzhausena - komendanta więzienia na Radogoszczu.
Andrzejaka planowano wykluczyć z PPS w związku z jego nieprzychylnym stosunkiem do Związku Radzieckiego.

### Życie prywatne
Andrzejak urodził się w Łodzi. Był wyznania rzymsko-katolickiego. Był synem Kacpra Andrzejaka. Andrzejak początkowo mieszkał przy ul. mieszkał przy Rzgowskiej 46, a następnie w 1920 przy ul. Marszałkowskiej 8 (ob. ul. M. Hertza) w Łodzi. W latach 40. mieszkał przy ul. Orlej 18 w Łodzi. Zmarł w 1967. Został pochowany na cmentarzu Doły w Łodzi (kwatera VII, rząd 8, grób 9), wraz z żoną - Apolonią Andrzejak z d. Janicką (1895-1987), córką Zygmunta Janickiego.